# 2266 Tchaikovsky
2266 Tchaikovsky este un asteroid din centura principală, descoperit pe 12 noiembrie 1974 de Liudmila Cernîh.